# Герман Рекнагель
Герман Рекнагель (нім. Hermann Recknagel; нар. 18 липня 1892, Гофгайсмар, Пруссія — пом. 23 січня 1945, Петрікав) — німецький воєначальник часів Третього Рейху, генерал від інфантерії (1944) Вермахту. Один зі 160 кавалерів Лицарського хреста з Дубовим листям та мечами (1944).

## Біографія
Герман Рекнагель народився 18 липня 1892 у Гофгайсмарі, в прусській провінції Гессен-Нассау.
Військова кар'єра
- 25 вересня 1913 — фанен-юнкер
- 6 серпня 1914 — лейтенант
- 18 квітня 1918 — обер-лейтенант
- 1 жовтня 1926 — гауптман
- 1934 — майор
- 1 березня 1937 — оберст-лейтенант
- 1 лютого 1940 — оберст
- 1 березня 1942 — генерал-майор
- 1 червня 1943 — генерал-лейтенант
- 1 липня 1944 — генерал від інфантерії

25 вересня 1913 року вступив на військову службу фанен-юнкер до Прусської армії та був зарахований до 3-го піхотного курфюрстського полку «фон Віттіш» (нім. „Infanterie-Regiment „von Wittich“ (3. Kurhessisches) Nr. 83“). Вже після початку Першої світової війни отримав військове звання лейтенант. Бився на Західному фронті, командував взводом. За бойові заслуги у боях відзначений низкою орденів Німецької імперії та Австро-Угорщини.
По завершенню світової війни в чині обер-лейтенанта приєднався до Фрайкора, бився проти загонів «спартаківців» (німецьких комуністів). Зі створенням Рейхсверу залишився у лавах Збройних сил. Проходив службу на різних командних та штабних посадах у 4-му артилерійському полку, 12-му піхотному полку Сухопутних військ Веймарської республіки.
Напередодні Другої світової війни командував 54-м піхотним полком 18-ї піхотної дивізії Вермахту 11-го армійського корпусу. На чолі цього формування Г. Рекнагель брав участь у Польській кампанії, бився на Бзурі. 1 лютого підвищений у званні до оберста.
У травні-червні 1940 року командував полком під час бойових дій на Західному фронті. 8 червня 1940 року за бойові заслуги в боях за Дюнкерк відзначений у Вермахтберіхті, а 5 серпня удостоєний Лицарського хреста Залізного хреста.
22 червня 1941 року з початком війни проти радянської Росії Г. Рекнагель очолював 54-ий піхотний полк 18-ї дивізії, що входила до складу XXXIX-го моторизованого корпусу генерала танкових військ Р.Шмідта. Змагався у боях за Білосток, Мінськ, згодом його полк наступав вглиб території СРСР, бився на північному фланзі війни, бої під Волховим.
1 січня 1942 року призначений командиром 111-ї піхотної дивізії, що вела бойові дії на південному фланзі німецько-радянського фронту. 1 березня 1942 присвоєне військове звання генерал-майор. З літа 1942 року 111-та піхотна дивізія 4-го армійського корпусу брала активну участь у стратегічному наступі на південному крилі радянсько-німецького фронту в ході літньо-осінньої кампанії 1942 року. Бої під Ростовом, на річці Донець.
Надалі дивізія Г. Рекнагеля билась на Кубані та на Північному Кавказі, вела бої під Моздоком та Нальчиком. Після початку стратегічного контрнаступу Червоної армії відступали на північ до річки Дон. 1 березня 1943 року його нагороджено за бойові заслуги Золотим німецьким хрестом. А 6 листопада 1943 року за успішні оборонні бої під Таганрогом — дубовим листям до Лицарського хреста (№ 319).
З 15 листопада 1943 по 25 лютого 1944 року — у резерві фюрера. У квітні 1944 призначений командиром XXXXII-го армійського корпусу, який був повністю знищений радянськими військами у боях під Черкасами. Після переформування на центральному напрямку Східного фронт корпус увійшов до складу 4-ї танкової армії й брав участь у боях під Ковелем, Любліном, вів запеклі бої на Віслі.
23 жовтня 1944 року Г. Рекнагель був удостоєний мечів до Лицарського хреста за бойові заслуги у боях на Віслі. У січні 1945 в ході Вісло-Одерської операції Червоної армії 42-й армійський корпус був повністю розгромлений, а командир корпусу під час спроби виведення своїх частин з оточення загинув у бою.

## Нагороди
- Залізний хрест
  - 2-го класу (1 жовтня 1914)
  - 1-го класу (30 вересня 1916)
- Орден «За заслуги» (Вальдек) 4-го класу з мечами
- Хрест «За військові заслуги» (Австро-Угорщина) 3-го класу з військовою відзнакою
- Нагрудний знак «За поранення» в сріблі
- Почесний хрест ветерана війни з мечами
- Пам'ятна військова медаль (Угорщина)
- Пам'ятна військова медаль (Австрія) з мечами
- Медаль «За вислугу років у Вермахті» 4-го, 3-го, 2-го і 1-го класу (25 років)
- Застібка до Залізного хреста
  - 2-го класу (22 вересня 1939)
  - 1-го класу (2 жовтня 1939)
- Тричі відзначений у Вермахтберіхт (8 червня 1940, 19 серпня і 9 вересня 1944)
- Лицарський хрест Залізного хреста з дубовим листям і мечами
  - лицарський хрест (5 серпня 1940)
  - дубове листя (№319; 6 листопада 1943)
  - мечі (№104; 23 жовтня 1944)
- Медаль «За зимову кампанію на Сході 1941/42»
- Німецький хрест в золоті (11 листопада 1943)
- Орден Корони короля Звоніміра 1-го класу із зіркою (Хорватія)